# Peter Friedrich Bouché
Peter Friedrich Bouché, meist nur kurz Peter Bouché (* 15. Februar 1785 in Berlin; † 3. April 1856 in Berlin), war ein preußischer „Kunst- und Handelsgärtner“, Gartenschriftsteller, sowie Insektenkundler.

## Leben und Werk
Peter Friedrich Bouché war ein Spross der Berliner Gärtner-Dynastie Bouché; er war der jüngste Sohn von Jean Bouché.

## Gärtnerische Betätigung
Nach dessen Tod führte er ab 1812, zusammen mit seinem bereits eine eigene Gärtnerei leitenden Bruder Peter Carl Bouché, das Gewerbe seines Vaters erfolgreich fort. Besonders bekannt waren seine Rosen, Aurikel bzw. Primeln, Nelken, Erica und Granatäpfel. 1834 hatte er weit über 500 Rosensorten in seinem Sortiment.
Er kultivierte verschiedene Zierpflanzen erstmals in Preußen, am bekanntesten davon ist wohl der Gummibaum.
Vor Gründung des Botanischen Gartens der Universität versorgte Peter Bouché die dortigen Professoren und Studenten mit Material für ihre Herbare.

## Gartenbücher
Seine Schrift Die Behandlung der Pflanzen im Zimmer und in kleinen Gärten ist ein Vorläufer der heute weit verbreiteten Ratgeberliteratur für Zimmer- und Gartenpflanzen.
In den Jahren 1837/38 erschien in drei Bänden ein weiteres Werk über die Blumenzucht, 1840 nochmals als Kurzfassung in einem Band erschienen.
Selbst einen Band mit Gartengedichten verfasste er, allerdings für private Verwendung.

## Betätigung in berufsständischen Gremien
Im Verein zur Beförderung des Gartenbaues, der von seinem Bruder Peter Carl mitgegründet worden war, betätigte er sich ab 1822, war Vorsitzender im Ausschuss für Gemüse und wurde 1853 zum zweiten Stellvertreter des Vorsitzenden gewählt. Er war des Weiteren gerichtlicher Sachverständiger und Wertermittler in gartenbaulichen Fragen sowie Direktor der „Deutschen Hagelversicherungs-Gesellschaft für Feldfrüchte“ seit deren Gründung im Jahr 1847.

## Insektenkundliche Betätigung
Des Weiteren sammelte, erforschte und klassifizierte Peter Bouché zahlreiche Insekten, die als Schädlinge oder Nützlinge im Gartenbau auftreten, und publizierte diese Erkenntnisse in zwei Büchern (1833 für die Zielgruppe der Gärtner und 1834 für die Insektenkundler) und verschiedenen Beiträgen in Fachzeitschriften. Nach seiner Ansicht war damals die Funktion vieler Tierarten als Gartennützlinge noch zu wenig bekannt, weswegen er sich für den Schutz von Fröschen, Kröten, Maulwürfen, Vögeln usw. aufgrund ihrer ökologischen Bedeutung einsetzt. Er schreibt: Dieser Polizei könnte der Mensch die Erhaltung des Gleichgewichts überlassen, wenn er nicht durch seine Kunst den Gang der Natur gestört hätte […].
Er beschrieb 50 neue Blattlaus- und ebenso viele Schildlausarten. Mit vielen zeitgenössischen Fachleuten (z. B. Franz Julius Ferdinand Meyen, Christoph Friedrich Klug, Julius Theodor Ratzeburg) stand er darüber in Kontakt und war auch in der Gesellschaft Naturforschender Freunde zu Berlin Mitglied.